# Aritranis sardiniensis
Aritranis sardiniensis là một loài tò vò trong họ Ichneumonidae.